# エル・ディアリオ・バスコ
『エル・ディアリオ・バスコ』(スペイン語: El Diario Vasco)は、スペイン語で発行される日刊紙（一般紙）。本社はスペイン・バスク州ギプスコア県サン・セバスティアンに置かれている。新聞紙上の言語はほとんどスペイン語で、数ページが英語である。

## 歴史
マドリードの日刊新聞ABCとスペイン自治権連盟に所属する、保守の著作家であるフアン・イグナシオ・ルカ・デ・テナやラミロ・デ・マエストゥらによって、1934年にバスク社会出版社が『エル・ディアリオ・バスコ』を創刊した。デ・テナとデ・マエストゥの2人は王室や君主制の保持を熱烈に訴えた。1936年にスペイン内戦が勃発すると、『エル・ディアリオ・バスコ』はナショナリスト派を支援したため、サン・セバスティアンがナショナリスト派によって征服されるまでの2か月間は、ナショナリスト派と敵対するスペイン共和国政府によって新聞社が封鎖された。
しかし1936年9月13日、エミリオ・モラ将軍が配下の兵を動員してサン・セバスティアンと新聞社を共和国側から奪取した。いっぽうビルバオでは、内戦中の1938年に反乱軍・ナショナリスト側の支配下となった地元日刊紙『エル・コレオ』に、ABC等を所有するメディア系財閥ボセント(Vocent)が接近。1940年までに株式の過半数を得ると、戦局の優位も追い風となり最盛期で300,000人以上の読者を獲得した。
1945年、ファランヘ党の制御下に入った『エル・コレオ』の所有者によって買収され、企業名をエル・プエブロ・バスコ株式会社からビルバオ・エディトリアル株式会社に変更した。フランコ体制が40年近く続いた時代に、同じくスペインのほとんどの新聞社も法的規制を受けるか政権とパイプを持つ企業家・財閥の傘下に入った。フランコ死去・民主化を経ても、20世紀の終わりまでスペイン国家・中央寄りの保守的自由主義の立場を継続した。
2001年、2人のバスク祖国と自由(ETA)メンバーによって、最高財務責任者(CFO)であるサンティアゴ・オレアガが殺害された。現在、『エル・ディアリオ・バスコ』はボセント・グループによって所有されており、バスク州ギプスコア県内で10の地域版を、ギプスコア県外で1の地域版を刊行している。
なお、1994年発足のギプスコア県ローカルの衛星・ケーブルTV局『テレドノスティ(Teledonosti)』もボセント・グループ傘下である。

### 2001年以降

#### 高速新線およびスビエタ廃棄物焼却炉問題
2002年、『エル・ディアリオ・バスコ』は高速新線バスクYの路線ルートへの意見、そしてスビエタに廃棄物焼却炉の建設とその支援が必要という報道を強い論調で行った。
2017年開通のバスクYは、サン・セバスティアンからビルバオとビトリア・ガステイスへ向かう路線がある。ビルバオに向かうルートから外れた地点にウルスビルという基礎自治体(ムニシピオ)があり、その領域内にあるのが問題のスビエタという地区(バリオ)で、現在サン・セバスティアンとウルスビルが所有権を分割している。2017年に完成した路線は、『エル・ディアリオ・バスコ』の要求通りスビエタとウルスビルを通って西のビルバオに直線的に向かわず、これを迂回して南方へ伸びエスキオ-イトゥサソ駅を経由して弧を描くようにビルバオへとつながっている。スビエタでは環境に与える悪影響などから、複数回の住民投票で焼却炉建設が延期されている。建設費用が1億ユーロという試算もあり、自治体住民の税負担は重くなる見込み。構想開始から約17年が経過した2019年現在も着工されていない。

#### エウスカル・エリア・ビルドゥ批判
2011年のバスク州議会総選挙では『エル・ディアリオ・バスコ』の地元ギプスコア県で、左派民族主義のEHビルドゥが最多得票だった。これに対し保守本流の立場から猛烈な批判をした。
2015年のバスク州議会総選挙でもビルドゥ批判の論陣を張り続けた。バスク社会党(PSE-EE)やバスク民族主義党(PNV)にも行ってきた、反リベラル・保守的論調は相変わらずである。

#### PNV・PSEという予期せぬ連合
2012年10月のバスク州議会選で地域左派政党PNVが勝利し第一党に躍進、153議席中49議席を獲得した。そして中道右派政党・国民党(PP)が負けたのは『エル・ディアリオ・バスコ』にとってダブルショックの始まりだった。『エル・ディアリオ・バスコ』が応援するPPは、PSE-EEと並んで28議席で第三党という惨敗ぶりである。これが1つ目のショック。『エル・ディアリオ・バスコ』は敗者同士のPSE・PP左右中道の野党連合を画策、これが実現しトータル56議席。政権与党のPNVは既に新政権を樹立していたが、その発言力に歯止めをかけられるはずだった。
ところが、中道左右連合は内部から崩壊してしまう。2012年の敗北でバスク州政府首相を退任した後、財政再建・公共サービス・制度的枠組み等の立て直しに失敗したPSE-EE総理パチ・ロペスは2014年9月に解任、バスクを離れPSOE中央の役職へ移動させられた。これが2つ目のショックである。
編集部が仕立てたPSE・PP=中道左派・中道右派野党連合は、その後にPNVとPSEが秘密裏に合意し、新たな連合を作ってしまうまで存続した。だが保革連合の崩壊を重く見た『エル・ディアリオ・バスコ』は、やむなく「自分たちのシナリオ」ではないPNV・PSEという地域的中道左派連合政権の支持・静観を、小さな勝利（迎合・販売増）のための新たな戦略とした。

#### PNV・EH ビルドゥ連立政権批判
バスク州議会のPNV・EHビルドゥ連立政権に対して常に批判的な報道をしている。
「これはナシオナリスモ(国家主義)と全然違う」。これを口実に批判報道が開始された。
しかし2009年-2012年のPSE・PP野党連合はバスク的・スペイン的にも保守色が強く、バスク民族主義者らに失望を与えた。それに比べるとPNV・EH ビルドゥ連立政権は、バスク民族主義者の大部分の民意を反映したものである。 彼らにとってバスク州、特にギプスコア県におけるスペイン主義への根強い支持は不愉快であり、形成を変えるため何か対策を講じるとしている。

#### バスク主義対スペイン主義党争への報道姿勢
『エル・ディアリオ・バスコ』の編集方針、オピニオン・コラムやニュース内容、政治報道には一つの傾向がある。
バスク民族主義者対スペイン国家主義者の抗争におけるインタビューや記事は、『エル・ディアリオ・バスコ』が政治論争系ニュースで積極的・歴史的にやってきた方法を応用する。
分かりやすいのは「支持勢力が選挙に勝ったら大きく報じる」事だが、その時は細かい論争を後回しにする。過去を振り返ると、販売数増加は和平プロセス(連立提案など)に言及し続ける事、一時休戦を主張した時ほど上手くいった。バスク主義担当・スペイン主義担当いずれの編集班も、オピニオン・コラムや記事作成も同じ政治部に属する。

## 特色

### スポーツ欄
スポーツ欄はサッカー情報が最も多い。特にレアル・ソシエダとアスレティック・ビルバオ関連のニュースは、他のクラブよりもかなり大量である。
2018年1月、スペイン代表にも選ばれているイニゴ・マルティネスに対して、レアル・ソシエダからアスレティック・ビルバオに移籍した事を批判した。
なお『エル・ディアリオ・バスコ』の本拠地はレアル・ソシエダと同じサン・セバスティアンである。レアル・ソシエダのファンの大多数が主要なライバルと見ているのは、レアル・マドリードとアトレティコ・マドリードである。だが同じ2018年に、レアル・ソシエダのアルバロ・オドリオソラのレアル・マドリード移籍に際し、マルティネスの時と違って肯定的な報道をした。
ナバーラ州のCAオサスナに関しては、上記の対立構造と無関係なクラブという見方をしている。

### 近年の発行部数
2004年から2014年までの10年間で、読者数を約半分も失った。2004年は約94,000部発行・販売。2014年10月は49,500部発行・販売。2013-2014年度の読者数は5%の減少。2013年の60,000部から2014年の49,500部という減少は、記録的レベル。最新のデータによれば月別の読者数・販売数の減少は小幅だが、しかし継続的に減り続けている。